# 合津インターチェンジ
合津インターチェンジ（あいつインターチェンジ）は、熊本県上天草市松島町合津にある熊本天草幹線道路（松島有料道路）のインターチェンジ。料金所が設置されており、ここで当IC - 知十ICの料金を支払う。

## 道路
- 熊本天草幹線道路（松島有料道路）

## 接続する道路
- 国道266号

## 周辺観光地
- 松島温泉 (熊本県)
- 天草五橋
- わくわく海中水族館シードーナツ
- ジパング天草

## 隣
熊本天草幹線道路（松島有料道路）
合津IC - 知十IC